# بناهای تاریخی نووگورود و پیرامون آن
بناهای تاریخی نووگورود و پیرامون آن (انگلیسی: Historic Monuments of Novgorod and Surroundings) مجموعه‌ای از میراث جهانی است که شامل تعدادی از بناهای قرون‌وسطایی در شهر ولیکی نووگورود و اطراف آن در روسیه می‌شود. این سایت در سال ۱۹۹۲ به ثبت رسید.

## تاریخ
نووگورود بین قرن‌های ۹ تا ۱۵ یکی از مهم‌ترین شهرهای روتنیا بود. این شهر در مسیر تجاری وارنگیان به یونان قرار داشت و مرکز جمهوری نووگورود بود که بخش عمده‌ای از آنچه امروزه شمال‌غربی روسیه است را شامل می‌شد. از قرن ۱۲، این شهر نمونه‌ای از یک جمهوری قرون‌وسطایی بود که در آن تصمیمات توسط وچه – یک جلسه از جمعیت شهر – اتخاذ می‌شد و شاهزاده انتخاب می‌شد. (تنها شهر روسی دیگر با سازمان مشابه پسکوف بود) نووگورود یکی از معدود مناطقی بود که تحت تأثیر حمله مغول به روس کی‌یف قرار نگرفت و بنابراین، به‌ویژه ساخت‌وسازهای کلیسایی فعال در نووگورود در قرن ۱۴ ادامه داشت، در حالی که در سایر مناطق روسیه متوقف شده بود. نووگورود همچنین محل اقامت اسقف اعظم و یک مرکز فرهنگی مهم بود. قدیمی‌ترین نسخه‌های خطی روسی در قرن ۱۱ در نووگورود تولید شدند. معماری سنگی سفید روسی و نقاشی روسی از نووگورود و پسکوف آغاز شد. یکی از مهم‌ترین نقاشان قرون‌وسطایی روسی، فیوفان یونانی، در نووگورود فعال بود.

## ترکیب
بنای تاریخی زیر در این سایت گنجانده شده و بخشی از میراث جهانی است: بسیاری از این اشیاء توسط موزه ذخیره نووگورود اداره می‌شوند.
1. خاک‌هایی که بین قرن‌های ۹ تا ۱۷ میلادی قرار دارند؛
2. اتاق چهره‌ها، که به‌طور رسمی به‌عنوان مجموعه کرمول نووگورود در سال ۱۴۳۳ ثبت شده است؛
3. مجموعه دربار یاروسلاو؛
4. دیوارهای دفاعی و خندق اوکولنی گورود، قرن‌های ۱۴ تا ۱۶؛
5. برج الکسیوس از اوکولنی گورود، قرن ۱۶؛
6. کلیسای سنت نیکولاس در جزیره لیپنو، ۱۲۹۲;[۳]
7. کلیسای نردیتسا، ۱۱۹۸؛
8. بقایای کلیسای بشارت در گورودیچچه، قرن ۱۲؛
9. مجموعه صومعه پریین؛
10. مجموعه صومعه آنتونیوس؛
11. کلیسای سنت‌های پیتر و پولس در کوژونیکی، ۱۴۰۶؛
12. کلیسای سنت‌های پیتر و پولس در اسلاونا، ۱۳۶۷؛
13. کلیسای تئودور استراتلات در خیابان شیرکوا، قرن ۱۳؛
14. صومعه یوریف؛
15. صومعه زویرین؛
16. کلیسای تثلیث در یامسکایا اسلوبودا (قرن ۱۴)؛
17. کلیسای سنت بلازیوس، ۱۴۰۷؛
18. کلیسای سنت نیکولاس سفید از صومعه سنت نیکولاس سفید، ۱۳۱۲–۱۳۱۳؛
19. کلیسای دوازده رسول، ۱۴۵۴–۱۴۵۵؛
20. کلیسای بشارت در دریاچه میاچینو، ۱۱۷۹؛
21. کلیسای سنت جان در دریاچه میاچینو، ۱۴۲۲؛
22. کلیسای سنت توماس در دریاچه میاچینو، ۱۴۶۳–۱۴۶۴؛
23. کلیسای سنت پیتر و سنت پولس در سینیشیا گورا، ۱۱۸۵–۱۱۹۲؛
24. کلیسای بشارت، ۱۵۵۳؛
25. کلیسای سنت فیلیپ حواری و سنت نیکولاس، ۱۵۲۶؛
26. کلیسای تغییر شکل در خیابان ایلیینا، ۱۳۷۴؛
27. کلیسای سنت کلمنت، ۱۵۲۰؛
28. کلیسای دیمیتریوس از تسالونیکی با برج ناقوس، ۱۴۶۲؛
29. کلیسای تئودور استراتلات، ۱۳۶۰–۱۳۶۱؛
30. کلیسای تولد مسیح در کراسنویه پوله، ۱۳۸۰؛
31. صومعه زنامنسکی؛
32. کلیسای تثلیث صومعه روح‌القدس، ۱۵۵۷؛
33. کلیسای سنت بوریس و سنت گلب در پلتنیکی، ۱۵۳۶؛
34. کلیسای سنت جان انجیل‌نویس در ویتکا، ۱۳۸۳–۱۳۸۴؛
35. کلیسای تولد مادر خدا از صومعه میخایلیتسکی، ۱۳۷۹؛
36. کلیسای سنت میخائیل، ۱۵۵۷؛
37. کلیسای سنت میخائیل در ترگ، ۱۳۰۰.

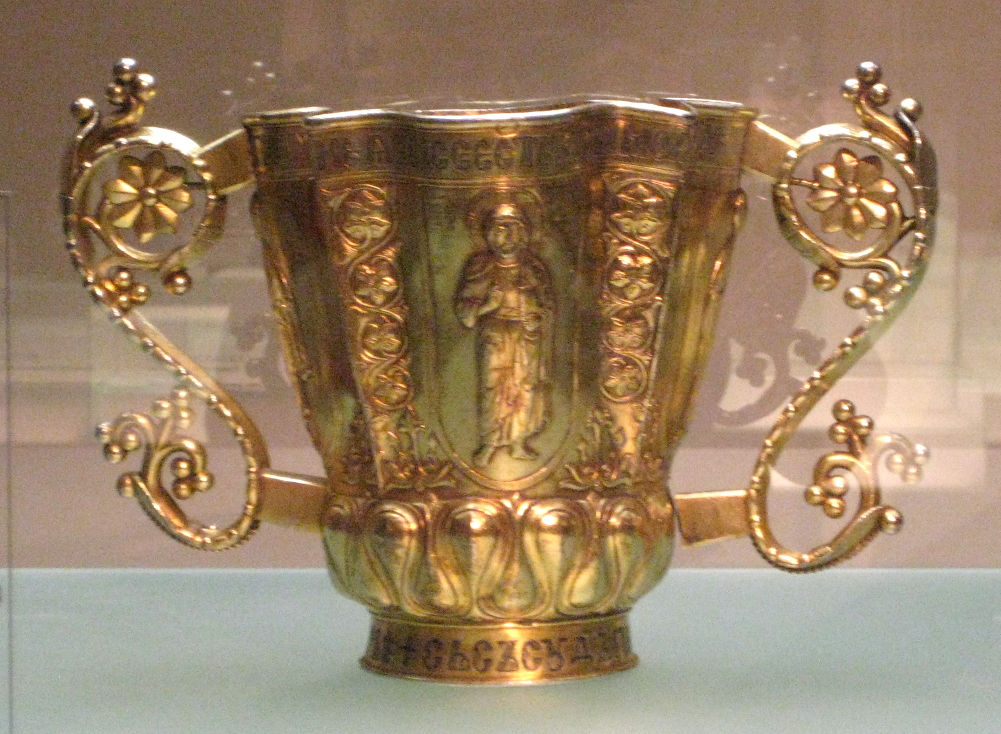
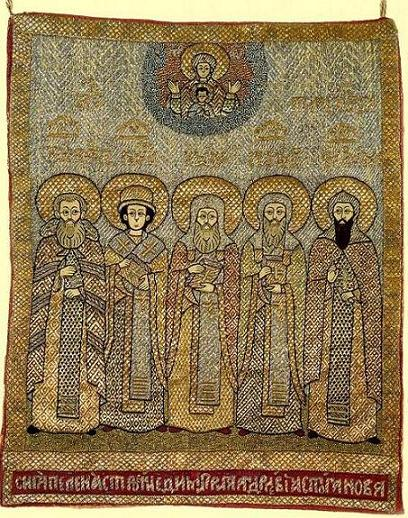
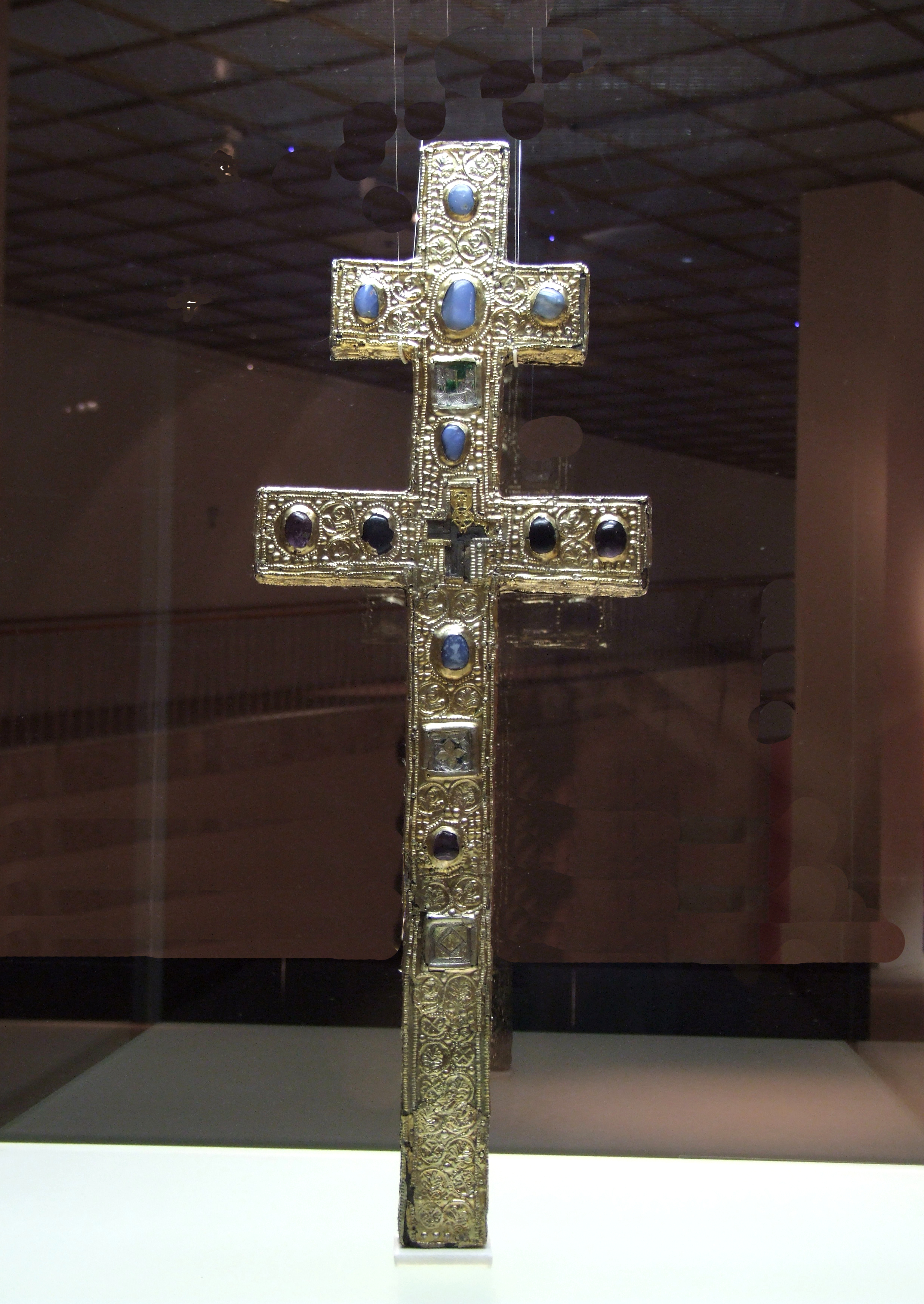
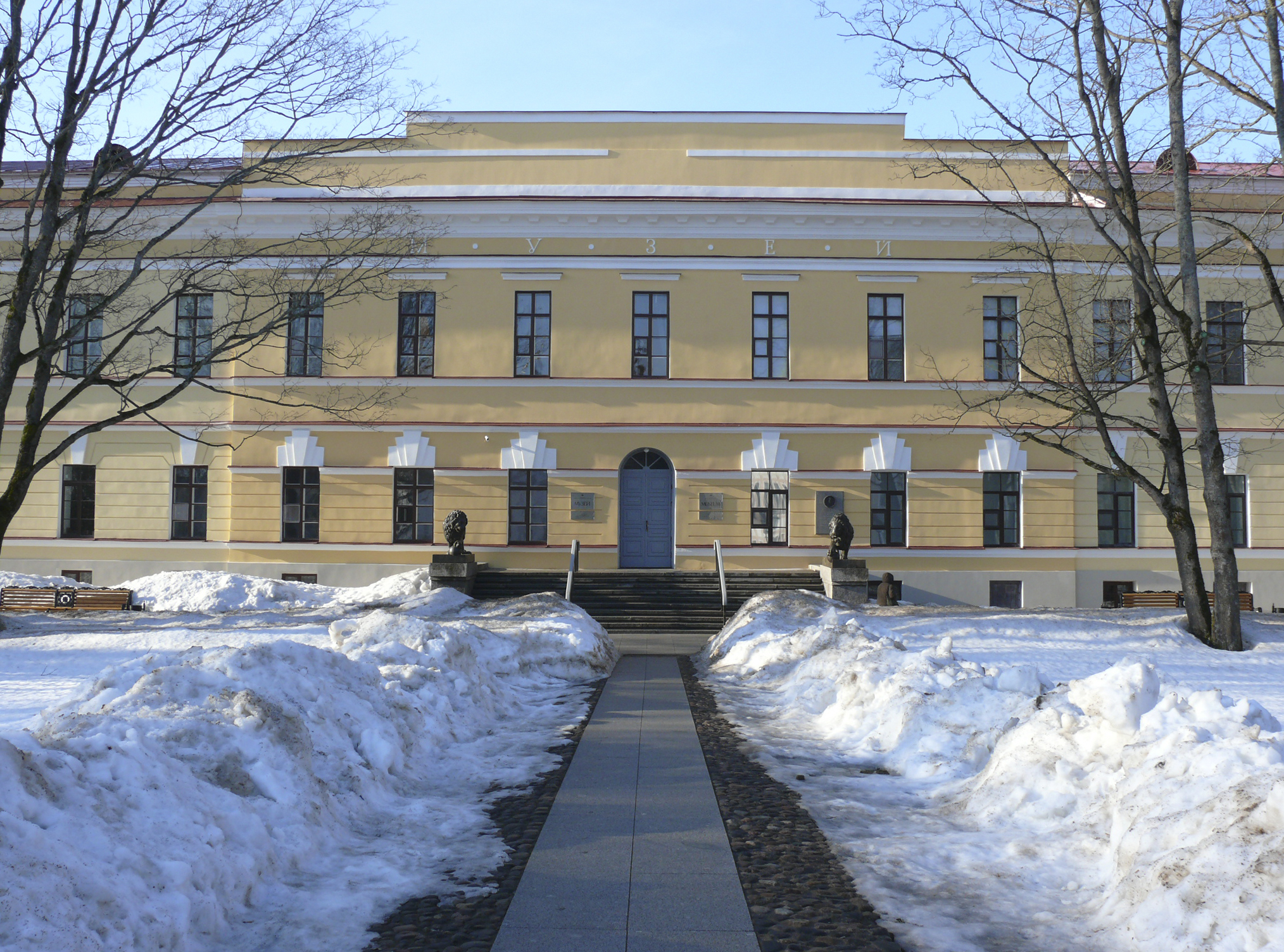
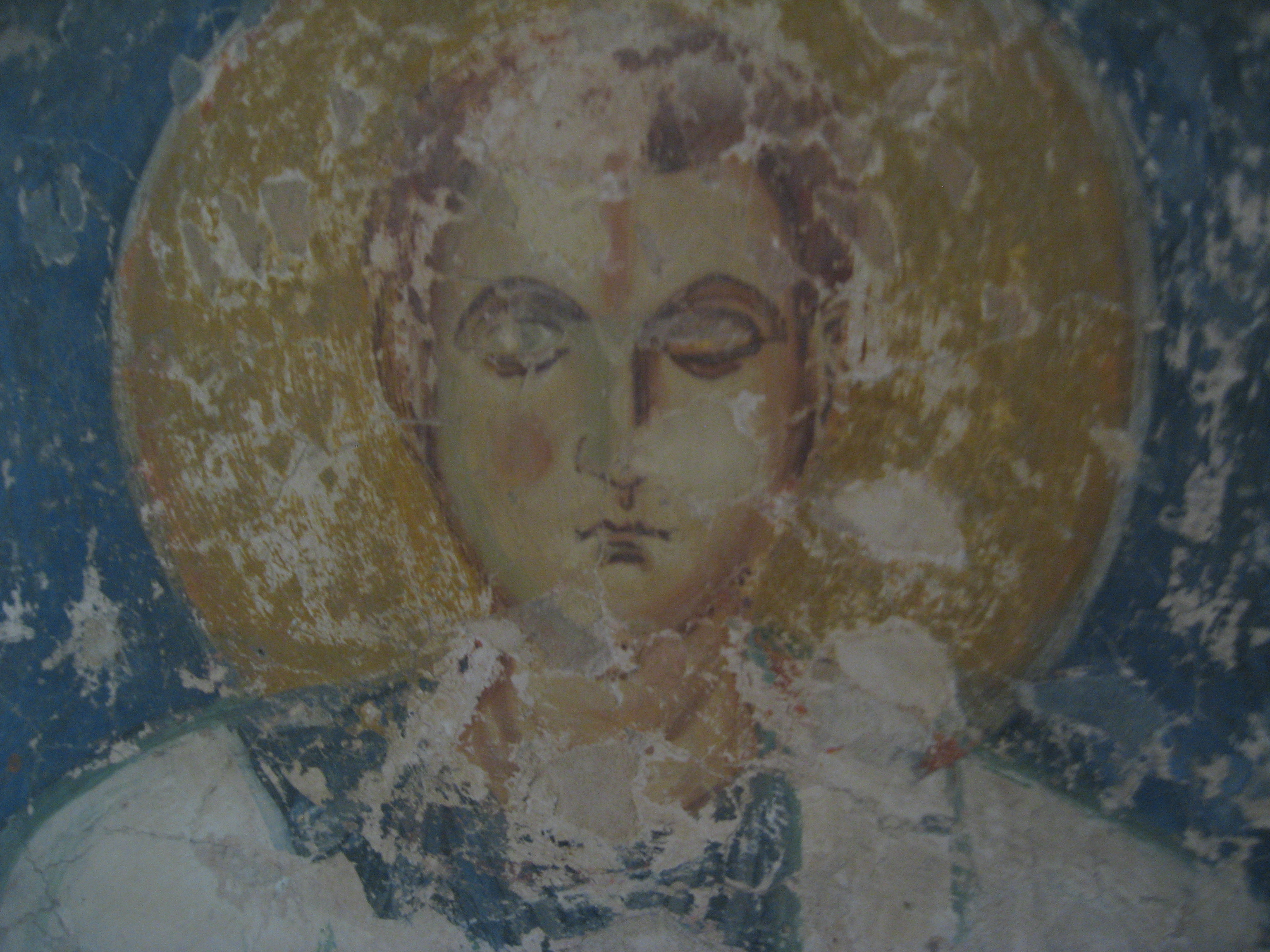
یک نقاشی دیواری قرن ۱۲ از صومعه آنتونیوس